# 一 (AGA歌曲)
《一》是香港創作女歌手AGA於2014年推出的大熱歌曲，由AGA親自作曲，填詞林若寧，編曲Johnny Yim，監製舒文。歌曲收錄在同年推出的《One》單曲專輯內，為該專輯三個版本的原始版本，亦是最流行、最獲各界熱播的版本。此曲於頒獎禮中亦獲得了不少獎項，包括叱咤十大歌曲第三位。

## 簡介
《一》由AGA親自作曲，旋律略快而帶點悲傷，填詞林若寧亦配合旋律填寫「失戀者的悲歌」，引起共鳴，由於歌曲旋律及歌詞入屋，以及AGA特別的聲線演繹，加上連鎖快餐店麥當勞經常播放此曲，令《一》在2014年非常流行，而網上各版本的總點擊率合共亦接近八百萬次，非常受歡迎。而商台DJ阮小儀亦在頒獎禮說這歌是「單身人士之歌」。歌詞亦引起共鳴，例如「尋尋找找為何都找不到 為何有無盡孤苦的單數」等，傳唱度很高。因此，《一》令AGA取得首支冠軍歌，亦是四台冠軍歌，成績優異。

## 獎項
- 2014年度叱咤十大 專業推介 - 第三位

## 流行榜成績
| 叱咤903 | RTHK龍虎榜 | 新城997 | TVB勁歌金榜 |
| ------- | ---------- | ------- | ----------- |
| 1       | 1          | 1       | 1           |

四台流行榜走勢
- 903 - 6>6>5>4>3>5>3>3>1
- RTHK - 15>8>4>2>1>7>17
- 997 - 18>14>12>11>6>6>1
- TVB - 6>4>4>1

## 其他版本
收錄於《One》的單曲集合共有三個版本，除了原版外，亦有與Gin Lee合唱的《一加一》和陳奕迅featuring的劇場版《一加一》，惟流行榜成績卻遠遠不及原版《一》，但在youtube的點擊率卻比原版《一》高。
| 版本                 | 叱咤903 | RTHK龍虎榜 | 新城997 | TVB勁歌金榜 |
| -------------------- | ------- | ---------- | ------- | ----------- |
| 一加一(Gin Lee合唱)  | 18      | 9          | 4       | -           |
| 一加一(陳奕迅劇場版) | -       | -          | -       | -           |